# 高鍋藩
高鍋藩（日语：／ Takanabe han */?）是日本江戶時代的一個藩。位於日向國，藩廳在高鍋城（今宮崎縣兒湯郡高鍋町），藩主是秋月氏，家格屬於外樣大名。高鍋在早期稱為財部，所以也稱作財部藩（たからべはん）。

## 概要
藩祖秋月種長之父秋月種實乃原先控制擁有筑前國、筑後國三十六萬石的大名，在豐臣秀吉發起對島津氏的九州之役時依然不改與島津義久結盟的態度，遭豐臣軍擊敗，戰後被減封到日向國串間，石高僅剩三萬石，失意的秋月種實便將家督之位讓兒子種長後退隱。
在1600年（慶長5年）的關原之戰中秋月種長先是加入西軍參與守備大垣城，西軍確認戰敗後，立即接受東軍的策反殺害垣見家純、熊谷直盛等人把城池獻給東軍，因而獲得本領安堵。後於1604年（慶長9年）將主城移往高鍋城，正式成立高鍋藩。4代藩主種政在1689年（元錄2年）分給弟弟種封三千石，表高只剩兩萬七千石，但種政頗為賢能，確立藩內代官制度、著手長寶寺堤建設使農地擴大、登用許多有能人材。其子種弘繼為5代藩主後也持續治水工事和建立山林制度，並在1722年（享保7年）創設傳授學識的稽古堂，在享保大飢饉時也不顧藩內財政惡化，盡力救濟領民。種弘之子秋月種美在繼任為6代藩主後，持續獎勵藩士於文武的學習，起用學者擔任代官，於調整人事制度有莫大功績，被譽為國家至寶般的人才，次子就是過繼為去米澤藩的上杉鷹山，他延續父親的政策讓米澤藩的財政大有起色。
7代藩主秋月種茂亦為名君，在1778年（安永7年）開辦的藩校明倫堂不僅讓武士階級受教，連一般民眾都能入學，培養出三好退藏、秋月左都夫、石井十次等人才，並且完整推行財政再建，被譽為歷代藩主中的首席名君。
秋月家整整支配了高鍋藩10代，直到明治時代後，末代藩主秋月種殷於在明治4年（1871年）廢藩置縣後，於1884年（明治17年）被列為子爵。秋月種殷也曾擔任明治天皇的侍讀、貴族院議員等要職，因其書畫造詣頗深，仍有許多墨寶保存至今。

## 歷任藩主
1. 秋月種長
2. 秋月種春
3. 秋月種信
4. 秋月種政
5. 秋月種弘
6. 秋月種美
7. 秋月種茂
8. 秋月種德
9. 秋月種任
10. 秋月種殷